# Bergbau- und Gotikmuseum Leogang

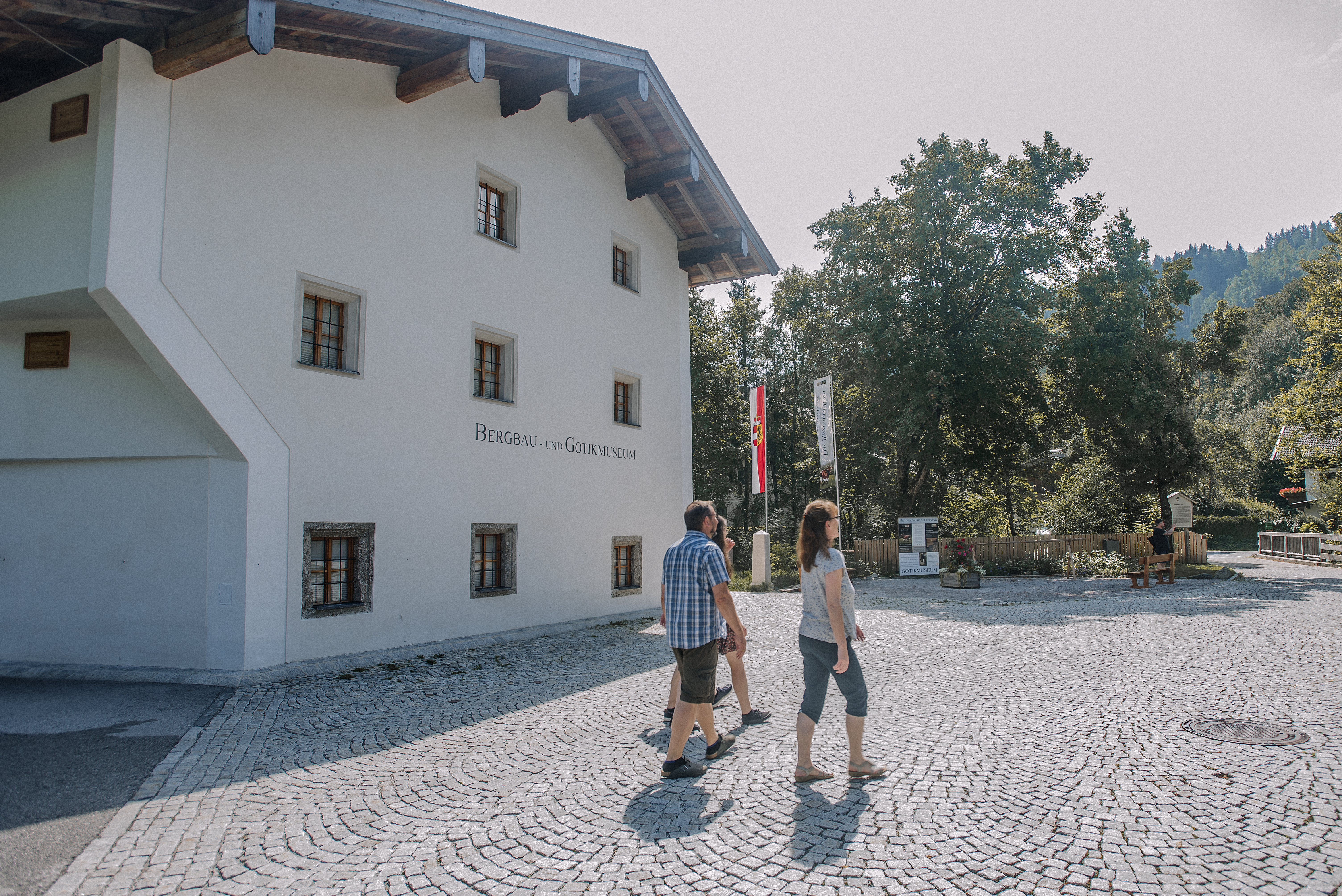
Das Bergbau- und Gotikmuseum in der Ortschaft Hütten

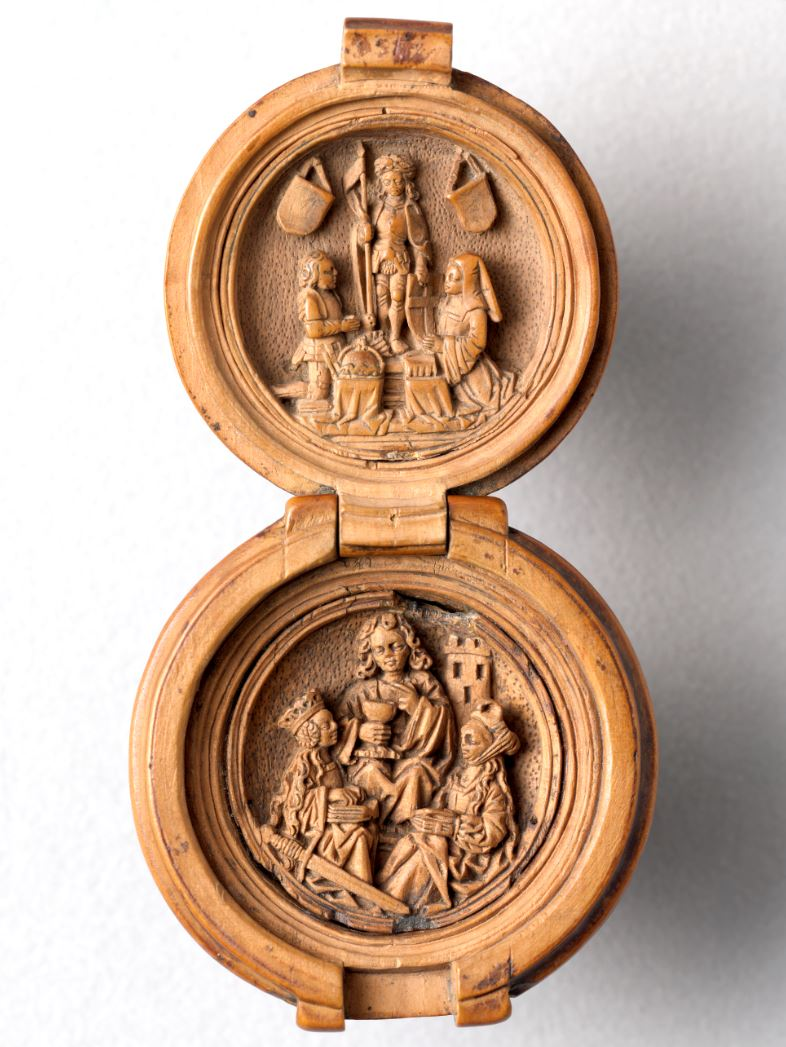
Die Gebetsnuss der Maria von Burgund

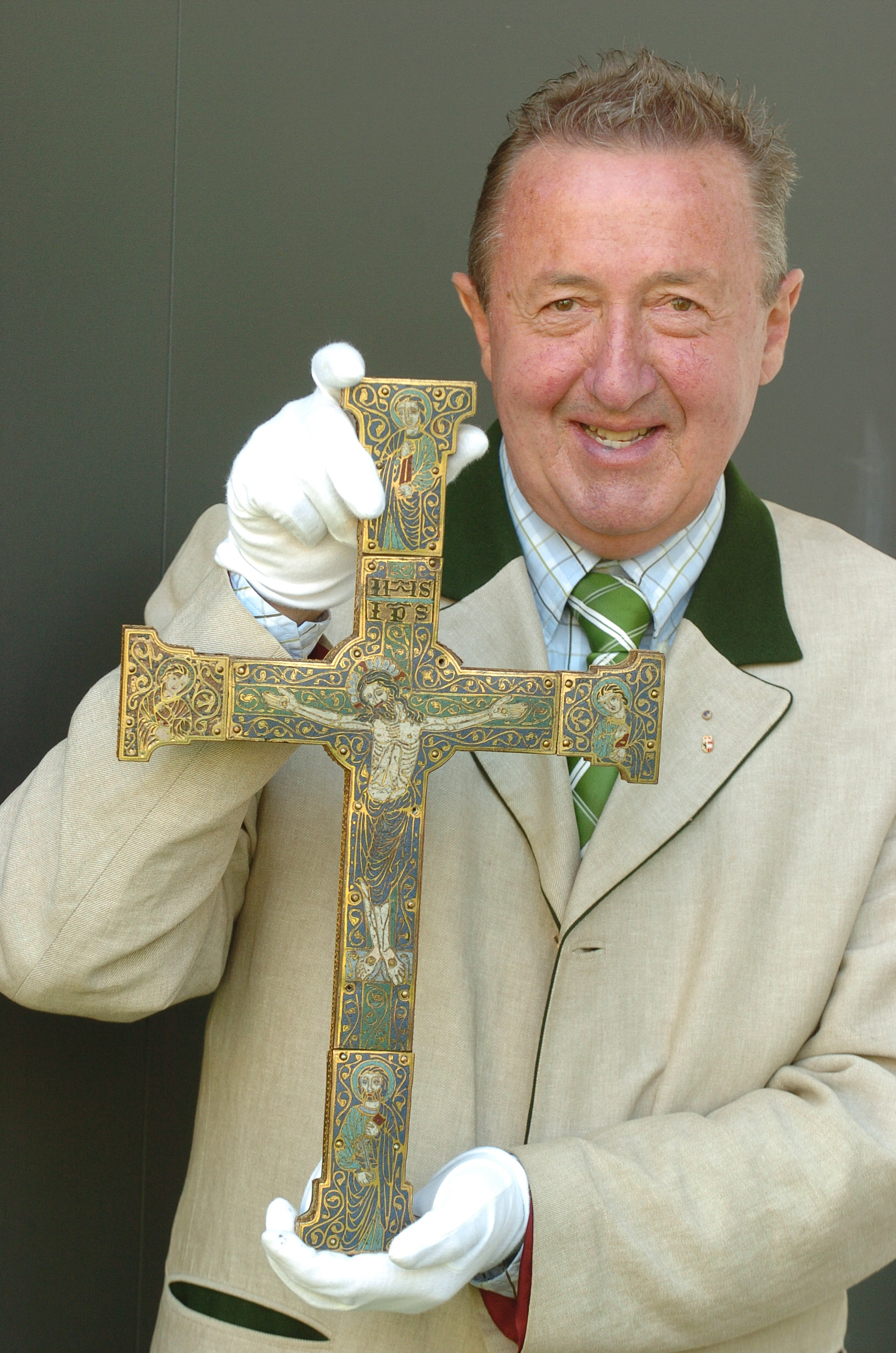
Hermann Mayrhofer mit dem Limogeskreuz der Fürstenfamilie Czartoryski

Das Bergbau- und Gotikmuseum Leogang befindet sich in der Ortschaft Hütten in der Gemeinde Leogang im Bezirk Zell am See im österreichischen Bundesland Salzburg.

## Geschichte
Nachdem 1989 das Schaubergwerk Leogang in Schwarzleo eröffnet war, erfolgten Vorbereitungen für ein Bergbaumuseum, welches 1992 in der Ortschaft Hütten eröffnet wurde. Ausgangspunkt der Sammeltätigkeit war die dreitausendjährige Bergbaugeschichte der Region.
Der Sammel- und Ausstellungsschwerpunkt hat sich in weiterer Folge zu sakralen gotischen Kunstwerken aus dem Bestand des Museums und auf Leihgaben nationaler und internationaler Museen und Privatsammler erweitert.

### Leitung
- 1992 bis 2022 Hermann Mayrhofer[1][2]
- Seit 2022 Andreas Herzog

## Sammlung und Ausstellungen
Das ausgehende Mittelalter war die Blütezeit des Bergbaues im Erzstift Salzburg, insbesondere in Leogang. Mit den erwirtschafteten Reichtümern gab man Kunstwerke in Auftrag, die heute zu den gotischen Kunstschätzen von Weltrang zählen. Das Museum gliedert sich in zwanzig Ausstellungen auf etwa eintausend Quadratmetern Ausstellungsfläche, wo der Reichtum des ehemaligen Erzstiftes Salzburg zum Ausdruck kommt.

### Die Gebetsnuss der Maria von Burgund
Ein besonderes Exponat des Museums ist die Gebetsnuss der Maria von Burgund. Die aufklappbare, fein geschnitzte Kugel aus Buchsbaumholz diente der Frau des späteren Kaisers Maximilian I. und Tochter Karls des Kühnen, Maria von Burgund, als Reisealtar auf ihrem Rosenkranz.
Im Inneren der wenige Zentimeter großen nussförmigen Kapsel befinden sich zwei Reliefs. Im Oberen erkennt man Maximilian I. Erzherzog von Österreich mit dem Erzherzogshut und Maria von Burgund kniend vor dem Hl. Georg, dem Schutzpatron des Hauses Habsburg. In der Abbildung darunter sind die Hl. Katharina mit dem Schwert, Johannes Evangelist mit dem Kelch und die Hl. Barbara mit dem Turm dargestellt. Die Betnuss als persönliche Gebrauchsgegenstandes von Maria von Burgund ist auch auf dem Titelbild ihres Stundenbuches dargestellt. Das Exponat ist durch Ankauf in den Bestand des Museums gelangt.

### Restitution eines Limogeskreuzes
Das Kreuz kam durch eine Schenkung in den Bestand des Museums. Es stellte sich heraus, dass es sich bei dem Objekt um ein 900 Jahre altes Kreuz aus Limoges in Südfrankreich mit der frühesten Form von Emaille-Arbeiten in Europa handelte. In Zusammenarbeit mit dem Bayerischen Nationalmuseum München fand man heraus, dass das Kreuz Teil der Sammlung der Polnischen Fürstenfamilie Czartoryski war und im Zweiten Weltkrieg nach Salzburg gelangt war. Das Kreuz wurde ohne Gegenleistung wieder den rechtmäßigen Besitzern zurückzugeben.

## Liste der Sonderausstellungen (auszugsweise)
- 2023 Die Kunst der Romanik
- 2022 Perlen der Gotik – die Sammlung Vogl-Reitter
- 2022 Schraubmedaillen – Salzburger Geschichte in Silber verschraubt
- 2019 Schöne Madonnen aus Salzburg. Gussstein um 1400
- 2016 Für Salzburg bewahrt. 200 Jahre Salzburg bei Österreich
- 2014 Gotische Löwenmadonnen
- 2013 Gold und Silber im Erzstift Salzburg
- 2011 Leopold in Leogang. Die Gotiksammlung Rudolf Leopold
- 2008 Geprägte Geschichte. 800 Jahre Münzen im Erzstift Salzburg
- 2005 Anton Faistauer. Zwischen Tradition und Moderne
- 2003 Maria Licht im Mittelalter
- 2000 Bergbauheilige – Gotische Skulpturen aus dem Alpenraum

## Museumsgebäude
Das Bergbau- und Gotikmuseum Leogang befindet sich in einem mittelalterlichen Wohnturm, dem sogenannten Thurnhaus und im ehemaligen Bergbauverwaltungshaus, dem sogenannten Gewerkenhaus. Im Zuge der Sanierung der beiden Gebäude und der Einrichtung des Museums wurden die beiden Gebäude durch einen unterhalb der Ortsstraße führenden unterirdischen Gang miteinander verbunden und damit gleichzeitig weitere Räumlichkeiten für den Museumsbetrieb geschaffen. Im Ensemble des Bergbaudorfes befindet sich die Knappenkapelle St. Anna. Alle drei Gebäude stehen unter Denkmalschutz.
Weitere historische Gebäude des Bergbaudorfes sind der Hüttwirt und die Hüttschmiede. Die ersten Aufzeichnungen des Hüttwirts reichen bis 1521 zurück und zählt somit zu den ältesten Gebäuden der Region. Die Hüttschmiede ist eine Schmiedewerkstätte, deren Wurzeln ebenfalls in das 16. Jahrhundert zurückreichen. Die Schmiede wurde bis 1972 gewerbsmäßig genutzt und ist gelegentlich als Schauschmiede in Betrieb.

## Auszeichnungen
- 2021 Nominierung für den European Museum of the Year Award
- 2003 Österreichisches Museumsgütesiegel
- 2003 Museumspreis des Landes Salzburg, 21. Dezember 2022 Dauer 3:32

## Medien
- Ö1 Museumszeit – Podcast von Julia Sahlender vom 11. August 2020, Dauer 4:50, Das Objekt der Begierde, Gebetsnuss der Maria von Burgund (um 1470), Bergbau- und Gotikmuseum Leogang
- SR 2 – Podcast von Barbara Grech vom 21. Dezember 2022, Dauer 3:32, Die Habsburger im Mittelalter - Die Gebetsnuss